# Sofia Meneghini
Sofia Meneghini (Verona, 24 ottobre 2000) è una calciatrice italiana, difensore attualmente svincolato.

## Carriera
Inizia a giocare a calcio nel 2007 nel Montorio Calcio A.S.D. con l'incoraggiamento del padre. Partecipa al torneo Nico nel Cuore dedicato alla categoria pulcini. Giunta l'età massima consentita dalla FIGC, si tessera con l'Arcobaleno Bardolino in cui rimarrà fino alla sua trasformazione, prima in AGSM Verona, da cui successivamente è poi nata la Women Hellas Verona .
Nel 2024 viene acquistata dal Parma Calcio 2002, squadra in cui attualmente milita.